# James McNeal Kelly
James McNeal „Jim“ Kelly (* 14. Mai 1964 in Burlington, Iowa, Vereinigte Staaten) ist ein ehemaliger amerikanischer Astronaut.
Kelly wuchs in der Kleinstadt Burlington auf, 260 Kilometer nordwestlich der Metropole St. Louis. 1982 schloss er die Burlington Community High School ab und trat in die US-Luftwaffe (USAF) ein. Als erster Bewohner seines Ortes erhielt er die Möglichkeit, die USAF-Akademie in Colorado zu besuchen. Er studierte Raumfahrttechnik mit Ingenieurwesen als Nebenfach und erhielt im Mai 1986 einen Bachelor.
Anschließend erhielt Kelly eine Ausbildung zum Luftwaffenpiloten, dem ein Aufbaukurs auf dem Kampfjet F-15 „Eagle“ auf der Luke Air Force Base in Phoenix (Arizona) folgte. Danach wurde er auf den US-Luftwaffenstützpunkt auf der japanischen Insel Okinawa versetzt, wo er unter anderem als Fluglehrer und Staffelführer arbeitete.
Im April 1992 kehrte er wieder in die USA zurück, zuerst als Ausbilder an die Otis Air National Guard Base in Cape Cod (Massachusetts), später an die Testpilotenschule der USAF auf die Edwards Air Force Base in Kalifornien, die er im Juni 1994 abschloss. Danach arbeitete er als Testpilot an der Nellis Air Force Base in Nevada.
Bevor Kelly zum Astronauten ausgebildet wurde, erhielt er im Sommer 1996 einen Mastertitel in Luft- und Raumfahrttechnik von der University of Alabama.

## NASA-Tätigkeit
Es war Kellys Kindheitstraum, Astronaut werden zu wollen. Als Fünfjähriger schaute er gebannt den ersten Schritten von Neil Armstrong auf dem Mond zu und beschloss, ebenfalls diesen Beruf zu ergreifen. Zielstrebig richtete er seine Karriere darauf aus: er schrieb sich an der Luftwaffenakademie ein, weil diese ein astronautisches Studienfach anbot, das genau den Voraussetzungen für eine erfolgreiche Bewerbung bei der US-Raumfahrtbehörde entsprach. Außerdem gehört von jeher die Fliegerei zu seinen Leidenschaften, was die Auswahl zum Shuttle-Piloten begünstigte. Vegas, wie er von seinen Kameraden genannt wird, wurde mit der 16. Astronautengruppe der NASA im April 1996 ausgewählt und ab Herbst des Jahres am Johnson Space Center (JSC) in Texas ausgebildet.
Nach vier Jahren in der NASA wurde Kelly für seinen ersten Raumflug nominiert. Die Discovery flog im März 2001 unter der Bezeichnung STS-102 zur Internationalen Raumstation (ISS) und führte den ersten Wachwechsel durch: die Expedition 2 löste die Expedition 1 ab, die seit dem Oktober des Vorjahres an Bord der ISS gearbeitet hatte.
STS-114 war der erste Shuttle-Flug nach der Columbia-Katastrophe und wurde Ende Juli/Anfang August 2005 durchgeführt. Wie bei seinem Jungfernflug war Kelly der Pilot der Raumfähre, als die Discovery mehrere Tonnen Ausrüstungsteile zur ISS brachte und sicherstellen sollte, dass alle am Raumtransportersystem vorgenommenen Änderungen wie erwartet funktionierten.
Im September 2007 schied er als Oberst aus der US Air Force und im Dezember 2010 aus dem Astronautendienst aus.
Kelly ist verheiratet und hat vier Kinder.